# Carcharodontosaurus
Carcharodontosaurus var en 7-8 ton tung og 13-14 meter lang kødædende dinosaur, næsten lige så lang som T-rex, Carcharodontosaurus var i samme familie som Giganotosaurus. Carcharodontosaurus betyder "skarptandet øgle", opkaldt efter Den store hvide haj: Carcharodon carcharias. Den levede i Afrika for cirka 95 millioner år siden og jagtede store langhalsede dinosaurer så som Paralititan.
1. ↑  Per Christiansen: Dinosaurerne i nyt lys, s. 217, 2003, Gads Forlag, ISBN 87-12-03977-2